# Мельников, Ефим Тихонович

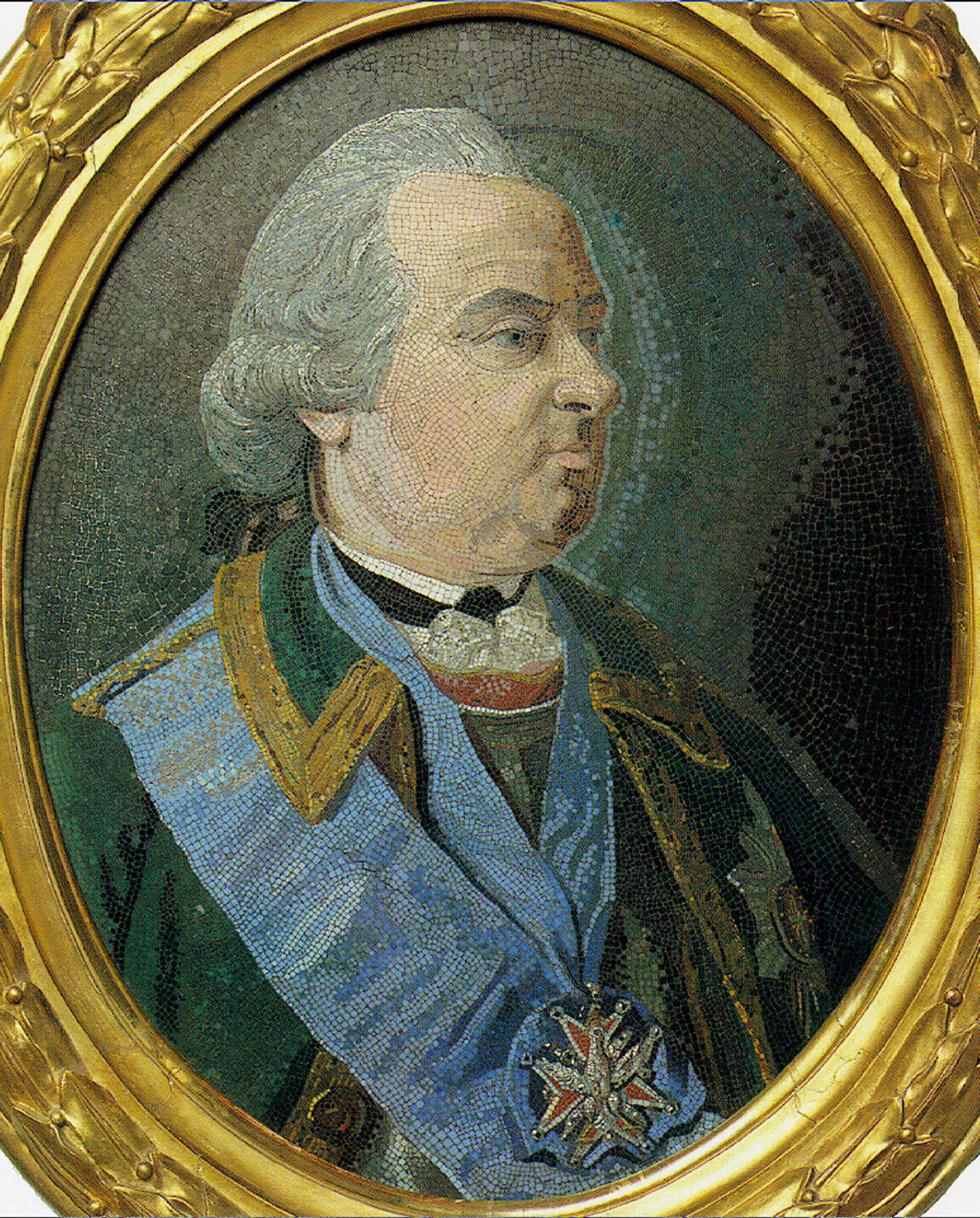
М. В. Васильев, Е. Т. Мельников. Портрет графа П. И. Шувалова. Мозаичная мастерская М. В. Ломоносова; Усть-Рудицкая фабрика

Ефим Тихонович Мельников (1734 — 1767) — ученик Рисовальной палаты Петербургской академии наук (1749), в 1752 году определён учеником к М. В. Ломоносову, где работал у него как художник-мозаичист.
Ефим Тихонович Мельников родился в 1734 году в семье мастерового Гофинтендантской конторы. В января 1749 года поступил в ученики Рисовальной палаты Петербургской академии наук. В 1752 году Ломоносов выбрал там себе двух учеников для обучения мозаичному делу: Ефима Мельникова и Матвея Васильева. C 1762 года Мельников был в должности «младшего мозаичного мастера» с окладом 120 рублей в год. Участвовал в создании 16 мозаичных картин.
В «Замечании» Якоба Штелина отмечалось, что ученики, в частности, были взяты и как рисовальщики-живописцы, так как сам Ломоносов «не учился ни рисовать ни писать красками, то он употребляет для этой работы двух академических учеников-живописцев, которые до сих пор выполняют всё лучше и лучше… оба ученики покойного Гриммеля».